# Oca pezzata veneta
L'oca pezzata veneta o oca padana è una razza di oca padana, originaria della pianura veneta, selezionata da oche comuni presenti sul territorio. 
È una razza rustica che si adatta molto bene alle diverse condizioni di allevamento. Viene allevata in Veneto e Lombardia per l'uso della carne fresca per farne arrosti, oppure stagionata per produrre il petto affumicato o per farne insaccati come il prosciutto d'oca.